# Lijst van rijksmonumenten in Arum
De plaats Arum telt 8 inschrijvingen in het rijksmonumentenregister. Hieronder een overzicht. 
| Object                                                                     | Oorspronkelijke functie? | Bouwjaar                                                              | Architect           | Locatie                 | Coördinaten?                 | Nr.?   | Afbeelding                                                 |
| -------------------------------------------------------------------------- | ------------------------ | --------------------------------------------------------------------- | ------------------- | ----------------------- | ---------------------------- | ------ | ---------------------------------------------------------- |
| Lambertuskerk en toren                                                     | Kerk en kerkonderdeel    | oorspr. mog. 1150-1200 1664-'65 (herb.) 1837 (herb. na brand in 1836) | Th.A. Romein (1837) | Kerksingel 1            | 53° 7' 47" NB, 5° 28' 31" OL | 39321  | Meer afbeeldingen                                          |
| Schoolgebouw met gotiserende vensters onder schilddak met hoekschoorstenen | Onderwijs en wetenschap  | 1832                                                                  |                     | Schoolsingel 7          | 53° 7' 45" NB, 5° 28' 35" OL | 39323  | Meer afbeeldingen                                          |
| Voorm. pakhuis onder hoog zadeldak tegen puntgevel                         | Woonhuis                 | 1704                                                                  |                     | Sytzamaweg 5            | 53° 7' 46" NB, 5° 28' 36" OL | 39324  | Pakhuis Voorm. pakhuis onder hoog zadeldak tegen puntgevel |
| Camminghastate (boerderij)                                                 | Boerderij                | 1886 (boerderij, bakhuis) 1946 (verb.)                                |                     | Van Camminghaweg 34     | 53° 7' 42" NB, 5° 28' 37" OL | 515676 | Meer afbeeldingen                                          |
| De Gekroonde Leeuw                                                         | Horeca                   | 1876                                                                  |                     | Sytzamaweg 15           | 53° 7' 49" NB, 5° 28' 28" OL | 516534 | Meer afbeeldingen                                          |
| Bank/directeurswoning met chaletstijl-invloeden                            | Handel en kantoor        | 1912                                                                  | H.A. Zondag         | Sytzamaweg 54           | 53° 7' 52" NB, 5° 28' 28" OL | 516536 | Bank/directeurswoning met chaletstijl-invloeden            |
| Dokterswoning in eclectische stijl                                         | Dienstwoning             | 1882                                                                  |                     | Sytzamaweg 13           | 53° 7' 49" NB, 5° 28' 30" OL | 516537 | Meer afbeeldingen                                          |
| Terrein van de voormalige Camminghastate                                   | Archeologisch monument   |                                                                       |                     | bij Van Camminghaweg 34 | 53° 7' 42" NB, 5° 28' 38" OL | 522123 | Terrein van de voormalige Camminghastate                   |